# Thurston County, Washington
Thurston County är ett county beläget i delstaten Washington, USA. Countyt är uppkallat efter Oregonterritoriets första delegat till USA:s kongress, Samuel Thurston. Countyt hade vid folkräkningen 2010, 252 264 invånare. Sätet för countyts fullmäktige är Olympia, som också är countyts största stad tillika delstatens huvudstad.
Thurston County bildades 12 januari 1852 och täckte då större delen av området kring Puget Sound och Olympic Peninsula. 22 december samma år delades dåvarande Thurston County upp till dagens utsträckning genom skapandet av countyn Pierce, King, Island och Jefferson.

## Geografi
Enligt United States Census Bureau har countyt en total area på 2 004 km². 1 883 km² av den arean är land och 121 km² är vatten.

### Angränsande countyn
- Pierce County, Washington - nordöst
- Lewis County, Washington - syd
- Grays Harbor County, Washington - väst
- Mason County, Washington - nord/nordväst